# Luis Malagón
Luis Ángel Malagón Velázquez (ur. 2 marca 1997 w Zamorze) – meksykański piłkarz występujący na pozycji bramkarza, reprezentant Meksyku, od 2023 roku zawodnik Amériki.